# Dimorphorchis lowii
Dimorphorchis lowii är en orkidéart som först beskrevs av John Lindley, och fick sitt nu gällande namn av Robert Allen Rolfe. Dimorphorchis lowii ingår i släktet Dimorphorchis och familjen orkidéer. Inga underarter finns listade i Catalogue of Life.

## Bildgalleri

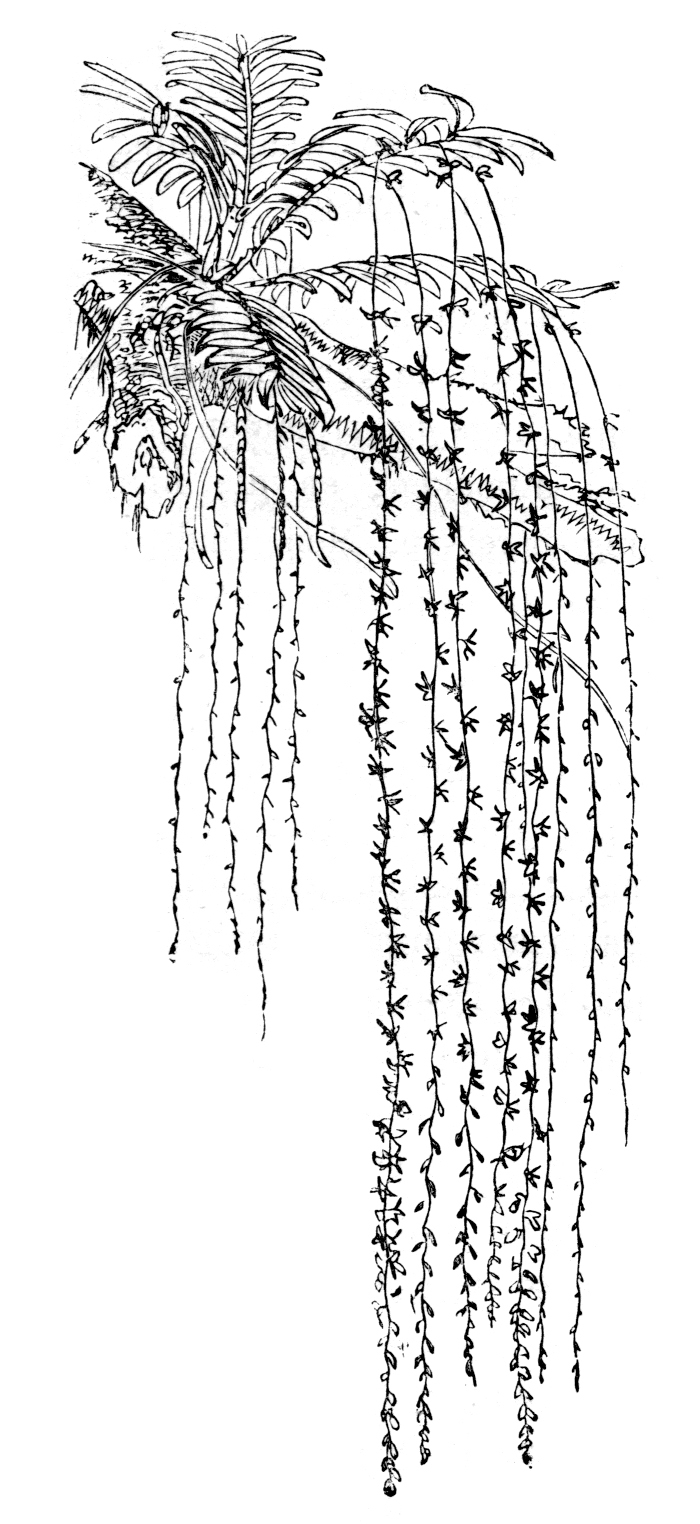
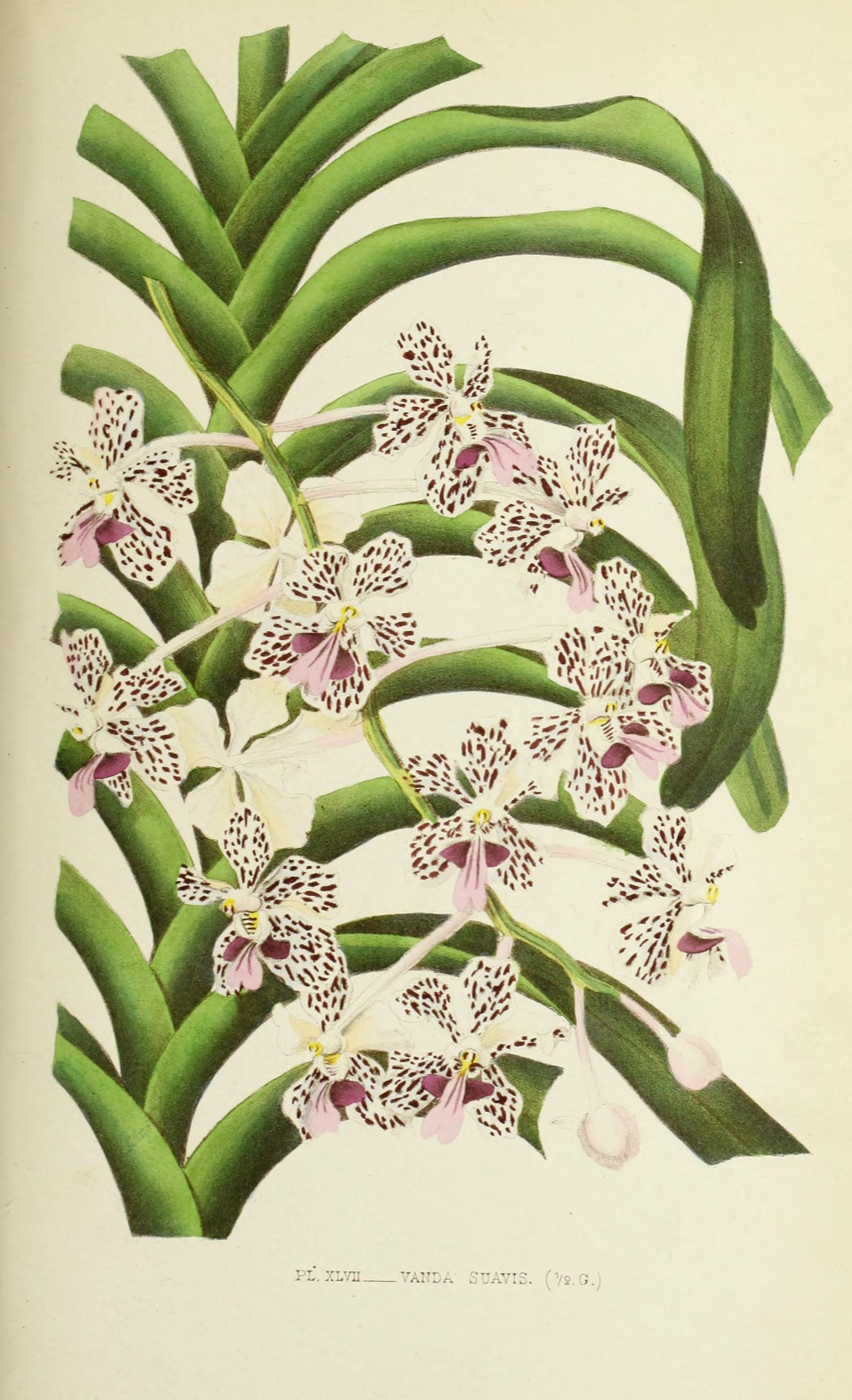
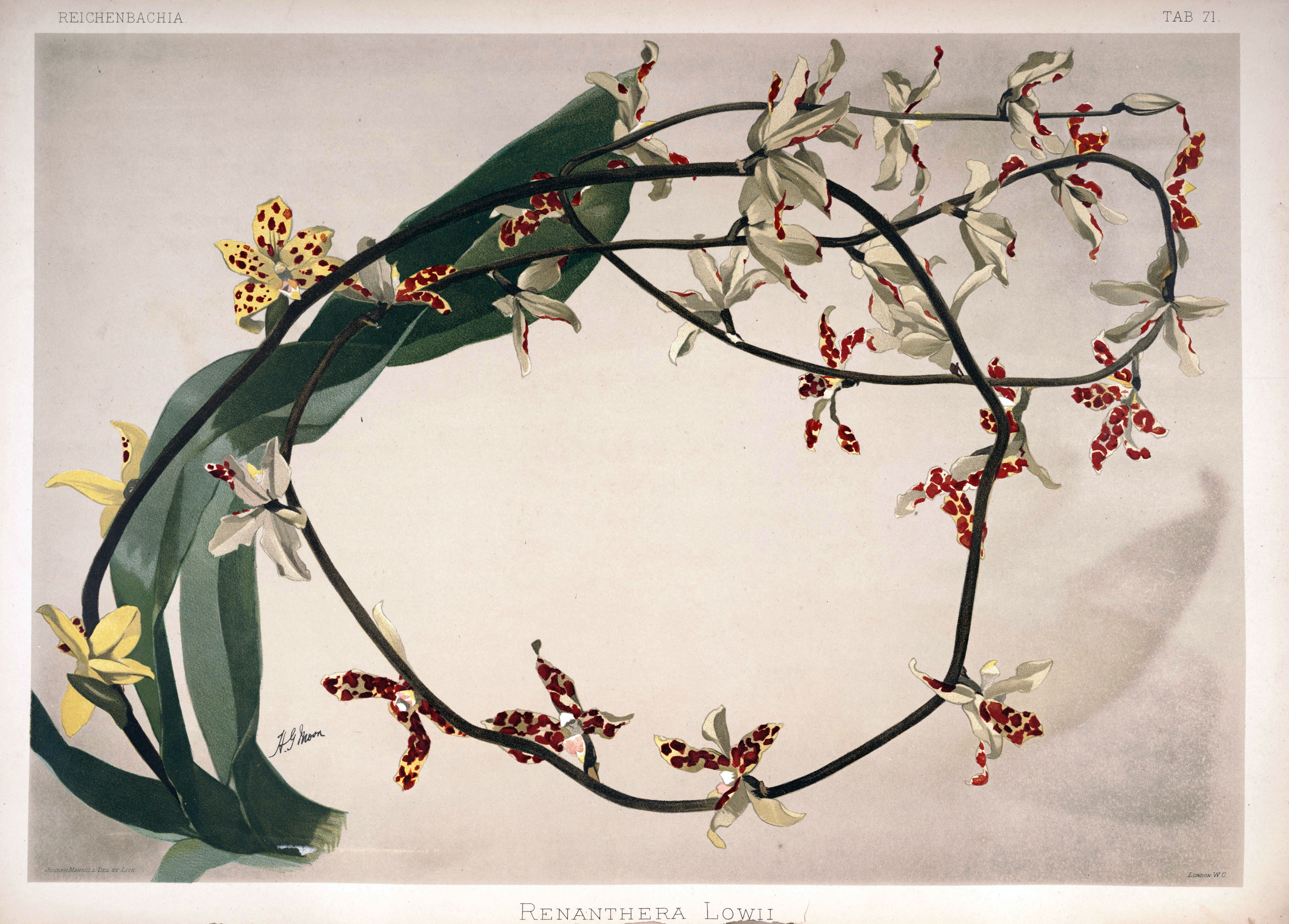